# Zhanna Nemtsova
Zhanna Borisovna Nemtsova (rus: Жа́нна Бори́совна Немцо́ва; nascuda el 26 de març de 1984) és una periodista i activista social russa.

## Vida primerenca
Nemtsova nasqué a Gorki, URSS (ara Nijni Nóvgorod, Rússia), el 26 de març del 1984, filla del polític opositor rus Borís Nemtsov i de l'inversora russotàrtara Raïxa Aixmetovna Nemtsova. Es graduà a l'Institut de Relacions Internacionals de Moscou.

## Carrera professional
Treballà com a periodista a l'estació radiofònica moscovita l'Eco de Moscou, i gestionant la pàgina web del seu pare. Més tard treballà com a periodista econòmica a la cadena de televisió RBK.
Després de l'assassinat del seu pare, Borís Nemtsov, el febrer del 2015, Nemtsova destacà per la seva defensa d'una investigació apropiada. En ser amenaçada i témer per la seva seguretat, emigrà a Alemanya el juny del 2015. Malgrat la condemna de cinc homes en connexió amb l'assassinat, Nemtsova considerà que el procés judicial no fou adequat, declarant que “no ha estat una investigació de ple dret, sinó una imitació".
L'agost del 2015, Nemtsova començà a treballar com a reportera a la secció en llengua russa de la cadena internacional alemanya Deutsche Welle, a Bonn.
A més de rus, parla anglès i portuguès amb fluïdesa.

## Plaça Borís Nemtsov
El 6 de desembre de 2017, Nemtsova viatjà a Washington DC, acompanyada de familiars de dissidents russos, per tal d'instar els membres del consell municipal de la capital estatunidenca a canviar el nom de la secció de carrer on es troba l'ambaixada russa als Estats Units, i anomenar-la plaça Borís Nemtsov, amb l'objectiu de realçar l'oposició dels Estats Units a les activitats repressives del govern de Vladímir Putin i el seu suposat rol en l'assassinat del Borís Nemtsov. Aquest canvi fou aprovat unànimament pel Consell municipal el gener de 2018, i esdevingué efectiu el 5 de maig del 2018.

## Premis i reconeixements
El 4 d'agost del 2015, Nemtsova fou guardonada amb el Premi Solidaritat a Polònia (consistent en 1,1 milions de dòlars) per la seva defensa de la democràcia i els drets humans.
L'any 2016 també fou guardonada amb el Premi Internacional Dona Coratge.